# Conti di Calw

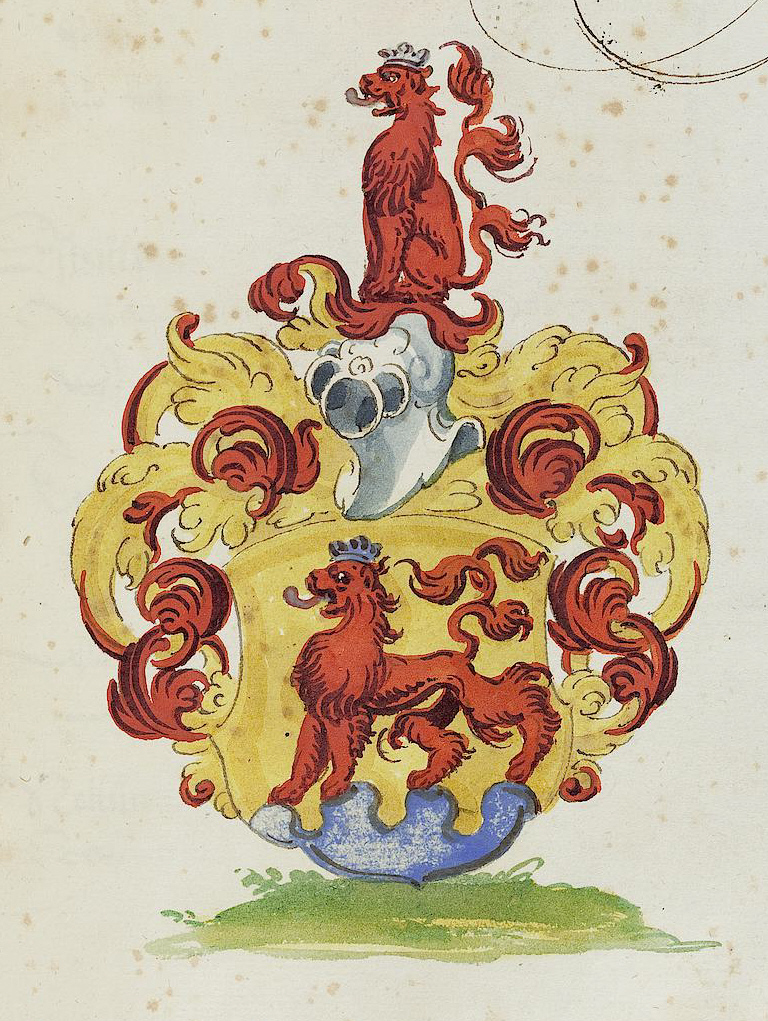
Stemma della stirpe dei conti di Calw. Viene utilizzata in forma modificata anche dalle città di Calw, Löwenstein e Vaihingen an der Enz

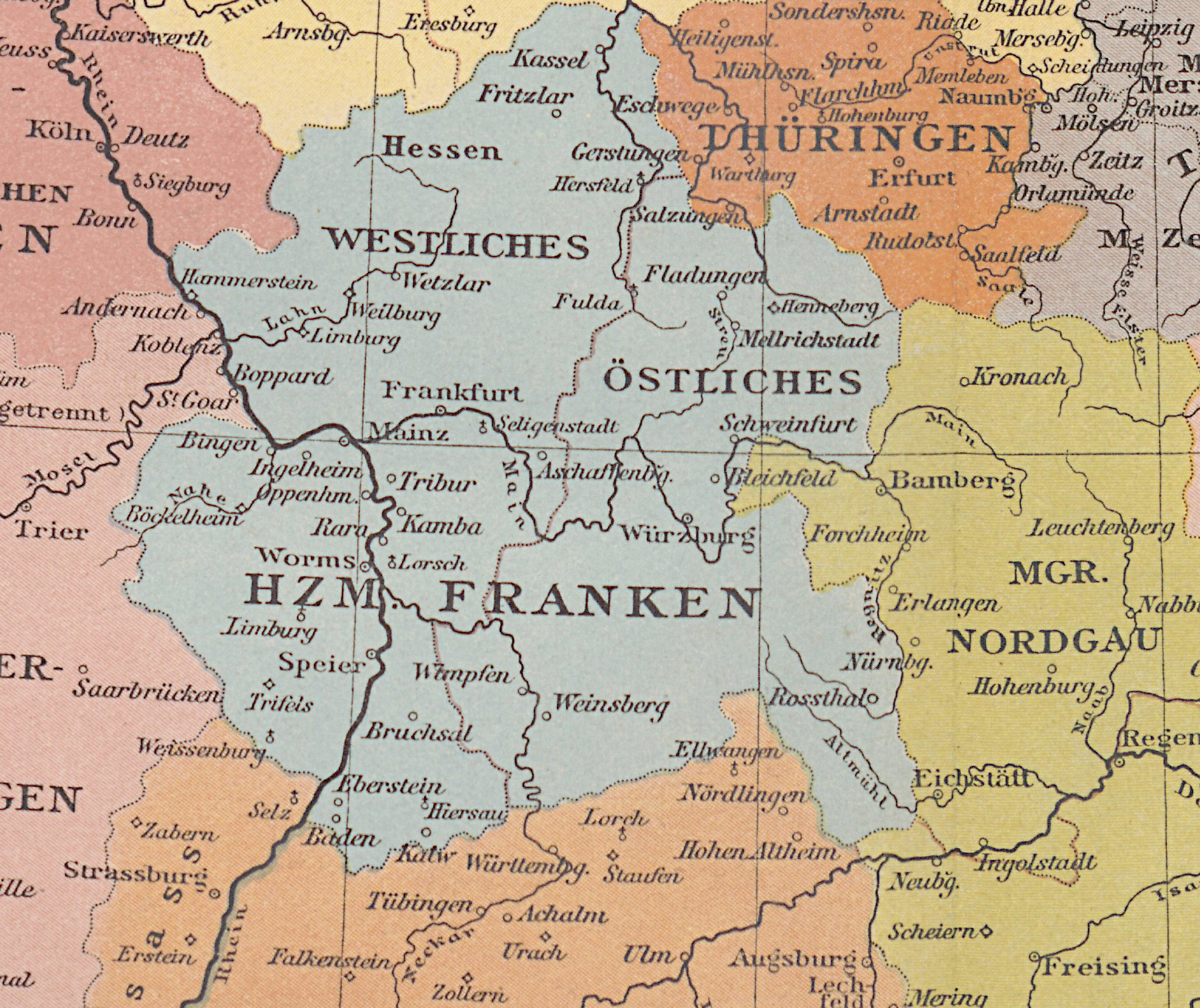
Kalw e l'abbazia di Hiersau al confine meridionale del ducato di Franconia

I conti di Calw, chiamati anche conti di Kalw, erano una stirpe comitale del pieno Medioevo.
L'abbazia di Hirsau (830) e l'abbazia di Sindelfingen (1083) così come le città di Calw, Vaihingen an der Enz e Löwenstein, sono riconducibili ai Grafen di Calw o ai loro antenati.
Nel XII secolo, le linee collaterali Calw-Löwenstein (contea di Löwenstein) e Calw-Vaihingen si separarono; di conseguenza, si verificò un declino dovuto alla frammentazione della proprietà. Le tre linee si estinsero poi rispettivamente nel XIII e XIV secolo. I loro successori furono soprattutto i Welfen, i conti di Württemberg e i conti di Tubinga.

## Storia
Secondo la tradizione di Hirsau e la tradizione memoriale, i primi antenati dei conti di Calw furono i fondatori del primo monastero di Hirsau (830), il vescovo Notingo di Brescia ed Erlafrid. Appartenevano alla stirpe degli Erlafriede, che nell'VIII e IX secolo avevano ricchi possedimenti nell'Ufgau, nell'odierno circondario di Calw e nel Bertoltsbaar, fondarono l'abbazia di Hirsau nell'830/832 e fornirono numerosi vescovi dell'Italia settentrionale (anche a Vercelli e Brescia). All'inizio del X secolo, si mescolarono con una stirpe discendente dai duchi alamanni e formarono così la famiglia dei conti di Calw, menzionati per la prima volta nel 1037.
I conti di Calw forse discendono in linea diretta dall'imperatore Carlo Magno, poiché Eberhart I, conte di Calw (775-811) sposò la sua quattordicesima figlia Iltrude (787-dopo l'814), anche se questa unione non è in realtà improbabile. Da questo matrimonio nacquero Astulfo, conte di Calw (805-899), Eberardo II, conte di Calw (840 circa-913 circa), Corrado I, conte di Calw (875-938), Erlafried, conte di Calw (nato nel 910), Gerundio di Calw (nato nel 940), Adalberto I, conte di Calw (970-1046), che sposò Adelaide di Egisheim, figlia di Ugo IV di Nordgau della stirpe degli Eticonidi e sorella di papa Leone IX; furono i genitori di Adalberto II, conte di Calw († 1099).
I conti di Calw erano un'alta stirpe (XI-XIV secolo) i cui possessi si concentravano principalmente nella regione di confine tra la zona di confine franco-svevo, nel Würm, Glems, Enz, Zaber, Murr e Schotzachgau con centri a Ingersheim, Löwenstein e Sindelfingen. Le proprietà a Mingolsheim, vicino a Bruchsal, testimoniano gli stretti rapporti con il Kraichgau nella Renania. Lo Schirmvogtei sui monasteri di Sindelfingen, Hirsau e Lorsch aumentarono il potere e il prestigio dei conti di Calw nel periodo salico. La presenza del conte Adalberto al documento di fondazione di Öhringen del 1037 indica uno stretto legame tra i conti di Calw, i Salici, i conti di Lauffen ed i conti di Wormsgau. Il connubio e le relazioni di parentela con alti dignitari ecclesiastici collocano i conti di Calw tra le prime famiglie dell'Impero alla fine dell'XI secolo (Adalberto II, nipote di un conte di Egisheim sposò, ad esempio, Wiltrude, figlia del duca Goffredo il Barbuto, duca di Lorena). Erano imparentati per matrimonio con i papi riformatori Leone IX e Stefano IX, e probabilmente anche con i papi Damaso II e Vittore II, che potrebbe anche essere stato un fratello del conte Adalberto II. Sebbene Adalberto II propendesse per il partito papale, suo figlio Bruno fu elevato a vescovo di Metz dall'imperatore Enrico IV nel 1088.
A partire dalla metà dell'XI secolo, il conte Adalberto II († 1099) trasferì la sua sede di potere da Sindelfingen, dove pare che i conti di Calw avessero la loro sede ancestrale, a Calw (sul Nagold). Lì costruì il castello di Calw intorno al 1050 e cercò di stabilire un Rodungsherrschaft (signoria dedita al dissodamento?) nella Foresta Nera settentrionale. A lui si deve la fondazione di numerosi Waldhufendörfer. In risposta a una richiesta urgente di papa Leone IX nel 1049, dopo il 1059 rifondò il monastero benedettino di Hirsau. Nel 1075, contro l'iniziale resistenza di Adalberto II, fu dotata di ampie libertà e poté così diventare il centro della vasta riforma di Hirsau.
Con il conte Goffredo II (1060 circa-1131), figlio di Adalberto II e genero di Bertoldo II di Zähringen, il potere dei conti di Calw raggiunse il suo apice. Goffredo fu uno dei seguaci più importanti e affidabili dell'imperatore Enrico V fu determinante nelle trattative per risolvere la lotta per le investiture con i papi Pasquale II e Callisto II e nella conclusione del concordato di Worms del 1122. Significò un grande aumento di potere il fatto che l'imperatore Enrico V gli conferisse la contea palatina della Renania. Insieme al duca Federico II di Babenberg, agì come governatore di Enrico V in Germania durante il suo soggiorno in Italia. All'epoca possedevano vaste aree della Germania sud-occidentale, soprattutto negli attuali circondari di Böblingen, Calw, Pforzheim e Ludwigsburg.
Il matrimonio del duca Guelfo I di Toscana con Uta di Calw, erede di Goffredo II, distrusse l'equilibrio tra i Welfen egli Staufer in Svevia. La disputa sull'eredità dei conti di Calw dopo il 1131 tra Guelfo I, il nipote di Goffredo, Adalberto IV di Calw-Löwenstein e Corrado di Zähringen si concluse con un compromesso, ma diede inizio al declino dei conti di Calw. Con il conte Goffredo († prima del 1262) la linea di Calw si estinse; i principali eredi furono i conti di Tubinga. La linea di Calw-Löwenstein si estinse dopo il 1277; i loro possedimenti furono acquistati da un ramo illegittimo dei conti d'Asburgo, i conti di Löwenstein. Un altro ramo, denominato di Vaihingen, si era estinto in linea maschile nel marzo 1364; i successori nei loro possedimenti furono i conti di Württemberg.

## Stemma
- Lo stemma mostra un leone rosso con una corona blu che cammina in oro su un tre monti blu. L'immagine dello scudo sull'elmo con gli svolazzi rossi e dorati.

Stemma dei conti di Calw
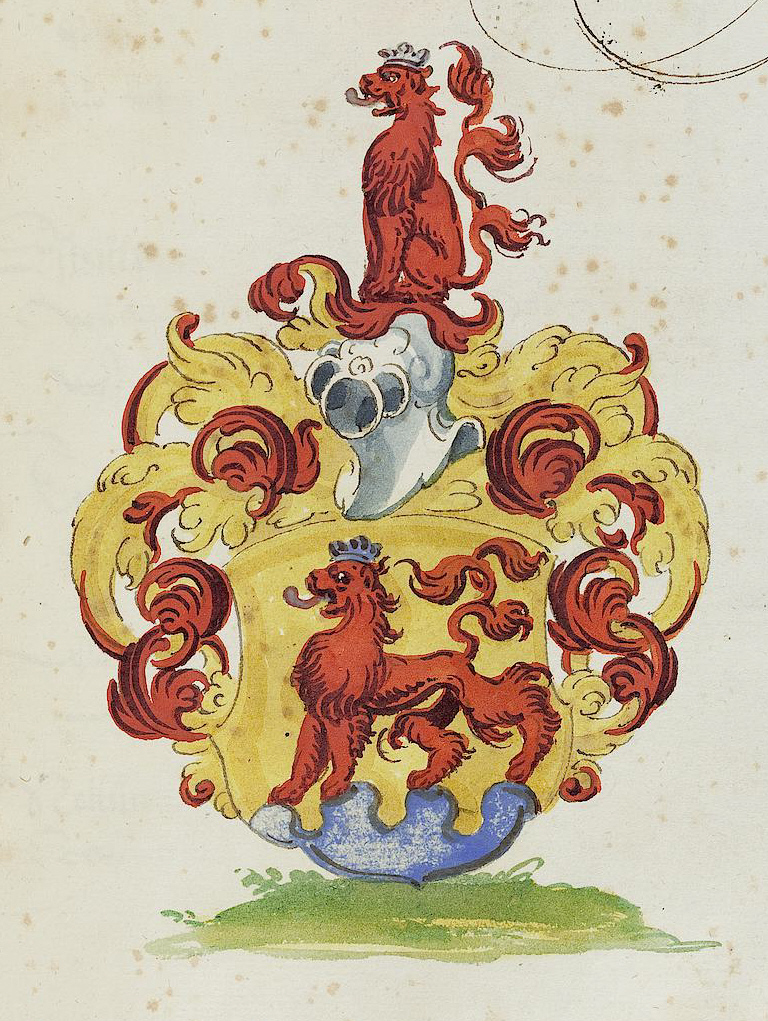
Stemma dei conti di Calw nella Chorographia Württemberg di David Wolleber, [Schorndorf] 1591
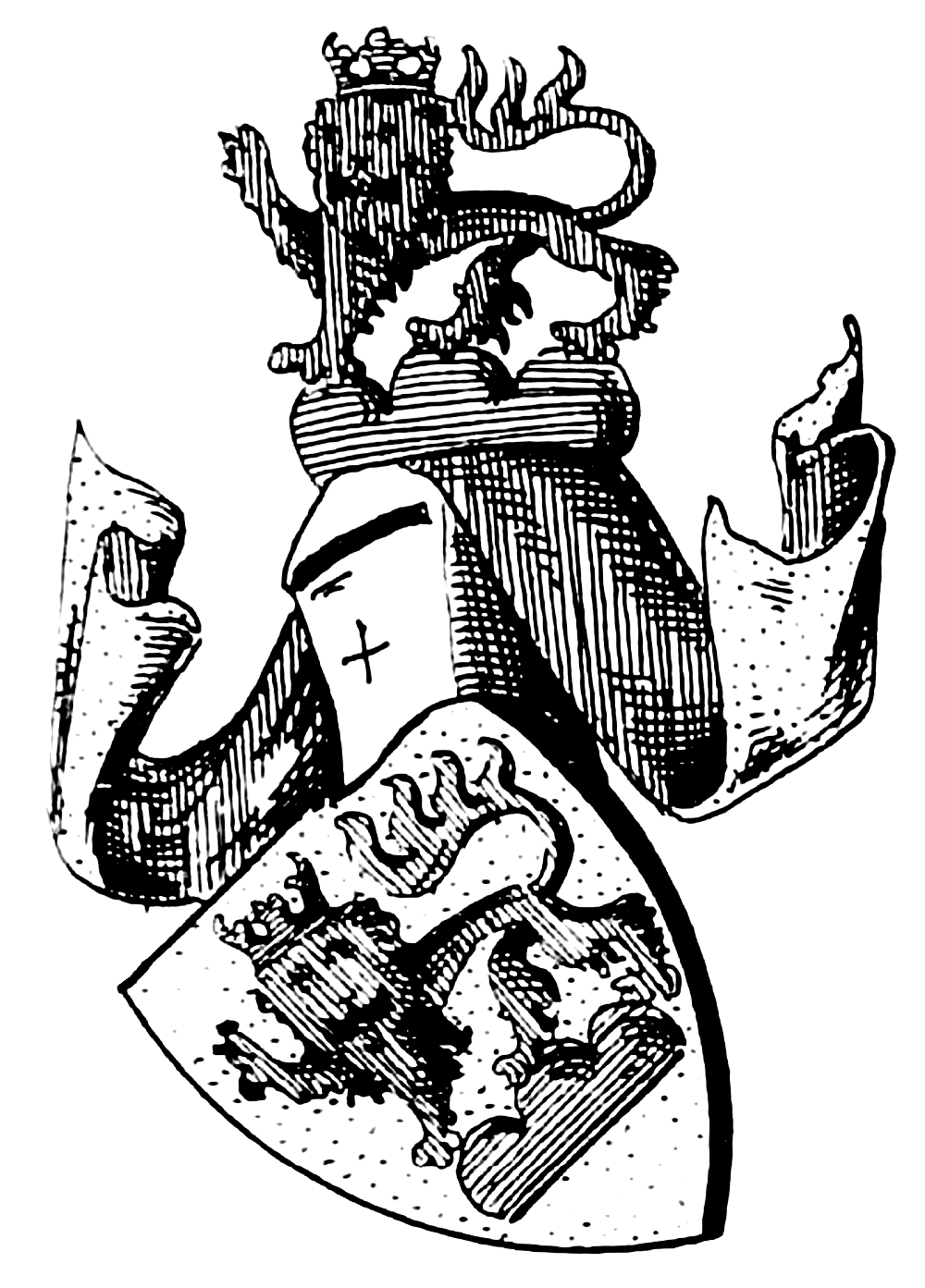
Stemma dei conti di Calw nel Siebmachers Wappenbuch del 1911
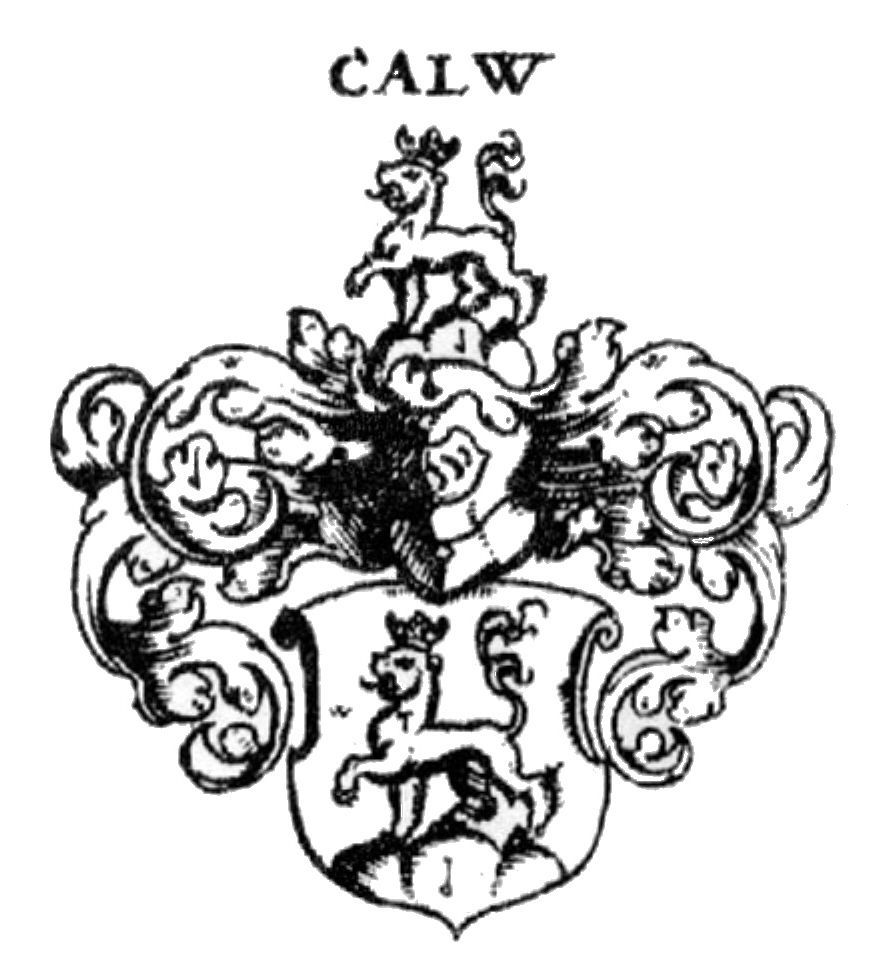
Stemma dei conti di Calw nel Siebmachers Wappenbuch del 1701

- Lo stemma dei conti di Calw è utilizzato in forma modificata dalle seguenti città:

Calw
Löwenstein
Vaihingen an der Enz

## Conti di Calw
- Adalberto I, citato 1046/(49), conte in Ufgau;
- Adalberto II († 1099), figlio del precedente, dal 1075 conte di Calw;
- Adalberto III, attestato nel 1075/94, figlio del precedente;
- Goffredo I († 1131), fratello di Adalberto III, conte di Calw, dal 1113 al 1126 conte palatino del Reno;
- Adalberto IV († dopo il 1147), figlio di Adalberto III, dal 1125 conte di Löwenstein, dal 1139
- al 1145 conte di Calw;
- Adalberto V, attestato nel 1145/88, figlio di Adalberto IV, dal 1152 conte di Calw, dal 1155 conte di Löwenstein;
- Bertoldo, fratello di Adalberto V, dal 1156 conte di Calw, poi conte di Löwenstein;
- Corrado I, fratello di Bertoldo, conte di Calw, il 2 giugno 1152 nel monastero di San Pietro nella Foresta Nera e nel 1174 conte di Löwenstein;
- Goffredo II († 1234), figlio di Adalberto V, dal 1189 conte di Vaihingen, dal 1209 conte di Calw[3];
- Corrado II, fratello di Goffredo II, conte di Calw;
- Adalberto VI († prima del 1219), fratello di Corrado II, conte di Calw;
- Goffredo III († prima del 1262), probabilmente figlio di Corrado II o Adalberto VI, conte di Calw.